# الغواصة الألمانية تايب لارج أم أس
يو-131\يو-35 أو الغواصة الألمانية تايب لارج أم أس غواصة معدة للغوص في أعماق البحار، وكانت متوسط القدرة على المناورة. 
| قارب   | مصير                                                |
| ------ | --------------------------------------------------- |
| يو-131 | غير مكتملة                                          |
| يو-132 | غير مكتملة، فككت في 1919-1920                       |
| يو-133 | غير مكتملة                                          |
| يو-134 | غير مكتملة                                          |
| يو-135 | استسلم 1918، أغرقت كهدف قبالة Eddystone في عام 1921 |
| يو-136 | تعويضات الحرب الفرنسية، ألغيت في شيربورغ عام 1921   |
| يو-137 | غير معروف، وربما فككت                               |
| يو-138 | غير معروف، وربما فككت                               |

### اقتباسات
1. ↑  Erich Gröner (ديسمبر 1985). German Warships, 1815-1945. Conway Maritime Press. ISBN:978-0-85177-593-7.

### قائمة المراجع
- Gröner، Erich؛ Jung، Dieter؛ Maass، Martin (1991). U-boats and Mine Warfare Vessels. London: Conway Maritime Press. ج. 2. ISBN:0-85177-593-4. {{استشهاد بكتاب}}: |عمل= تُجوهل (مساعدة)